# یوتا توگاشی
یوتا توگاشی (انگلیسی: Yuta Togashi؛ زادهٔ ۱۸ دسامبر ۱۹۹۵) بازیکن فوتبال اهل ژاپن است.